# Běleč - střelnice
Běleč - střelnice este o arie protejată (arie specială de conservare — SAC, sit de importanță comunitară — SCI) din Republica Cehă întinsă pe o suprafață de 7,89 ha, integral pe uscat.

## Localizare
Centrul sitului Běleč - střelnice este situat la coordonatele 50°10′22″N 15°56′30″E / 50.172778°N 15.941667°E.

## Înființare
Situl Běleč - střelnice a fost declarat sit de importanță comunitară în mai 2016 pentru a proteja 1 specie de animale. Situl a fost protejat și ca arie specială de conservare în aprilie 2021.

## Biodiversitate
Situată în ecoregiunea continentală, aria protejată nu include niciun habitat protejat.
La baza desemnării sitului se află o specie protejată de  nevertebrate: libelule (Leucorrhinia pectoralis).